# Dawidów (hromada)
Dawidów – hromada terytorialna w rejonie lwowskim obwodu lwowskiego Ukrainy. Siedzibą hromady jest wieś Dawidów.
Hromadę utworzono 22 sierpnia 2016 roku w ramach reformy decentralizacji, w której skład weszły miejscowości z dotychczasowych hromad: Czyszki, Dawidów, Krotoszyn, Pasieki Zubrzyckie, Winniczki. 
12 czerwca 2020 roku do składu hromady dołączyły kolejne hromady z dotychczasowych hromad: Dźwinogród, Mikołajów, Stare Sioło. 

## Miejscowości hromady
W skład hromady wchodzi 23 wsi

- Dawidów – centrum hromady
- Bereżany
- Budków
- Czerepin
- Czyszki
- Dmytrowice
- Dźwinogród
- Gaje
- Gańczary
- Gorisznij
- Horodysławice
- Hryniów
- Kocurów
- Krotoszyn
- Mikołajów
- Pasieki Zubrzyckie
- Podsosnów
- Sosniwka
- Stare Sioło
- Szołomyń
- Winniczki
- Wodniki
- Wołycia